# Pogiwiszki
Pogiwiszki (lit. Pagyviškys) – wieś na Litwie, na Suwalszczyźnie, w rejonie kozłoworudzkim w okręgu mariampolskim. Przy wsi przebiega trasa europejska E67.
Za Królestwa Polskiego przynależała administracyjnie do gminy Gudele w powiecie mariampolskim.